# ليتيسيا تايلر
ليتيسيا تايلر (بالإنجليزية: Letitia Tyler) ولدت في ( 12 نوفمبر 1790م - وتوفيت في 10 سبتمبر 1842م )، زوجة رئيس الولايات المتحدة العاشر جون تايلر، والسيدة الأولى للولايات المتحدة الأمريكية رقم 11.